# 九屍十命滅門縱火案

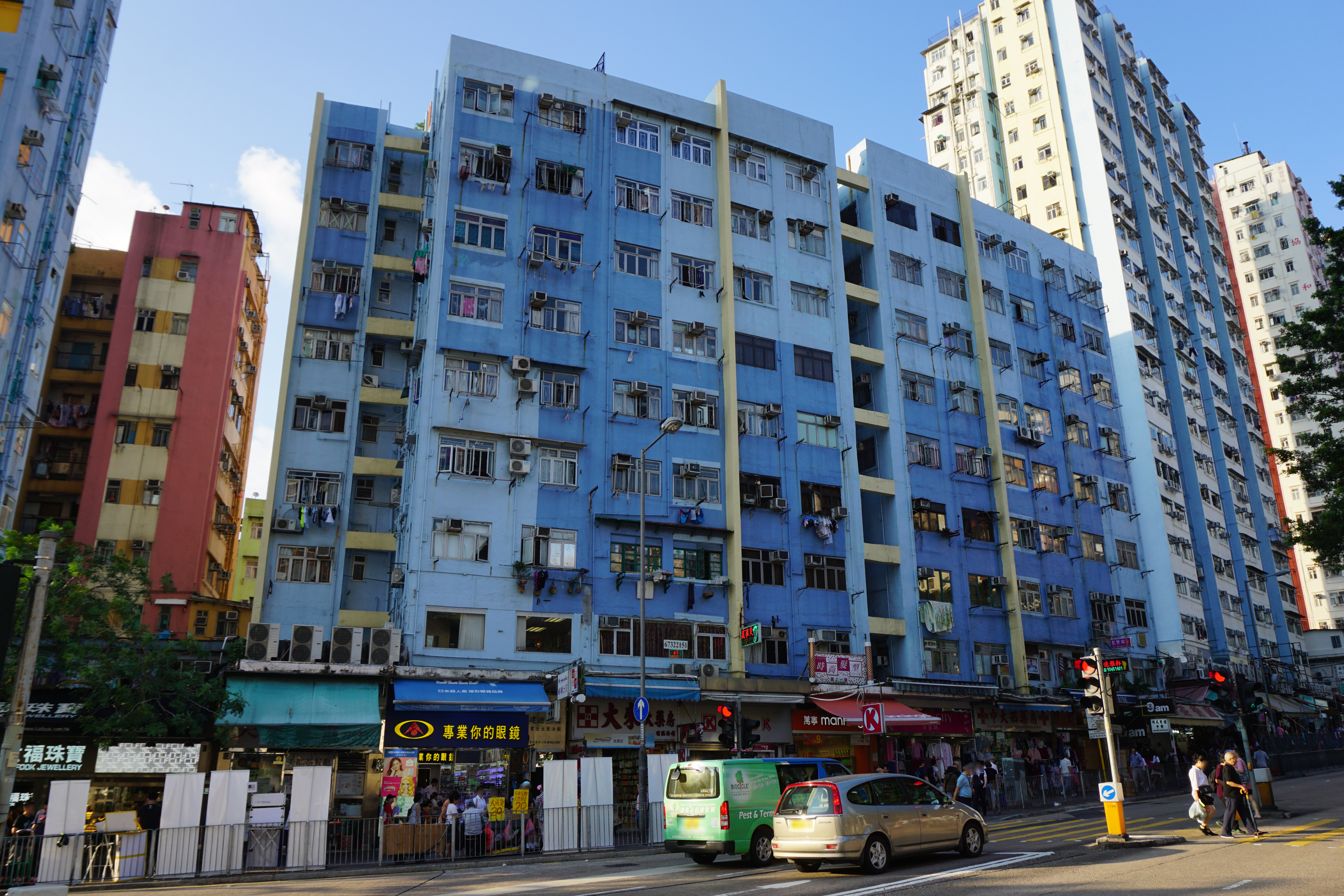
發生縱火案的建德大廈（翻油後）

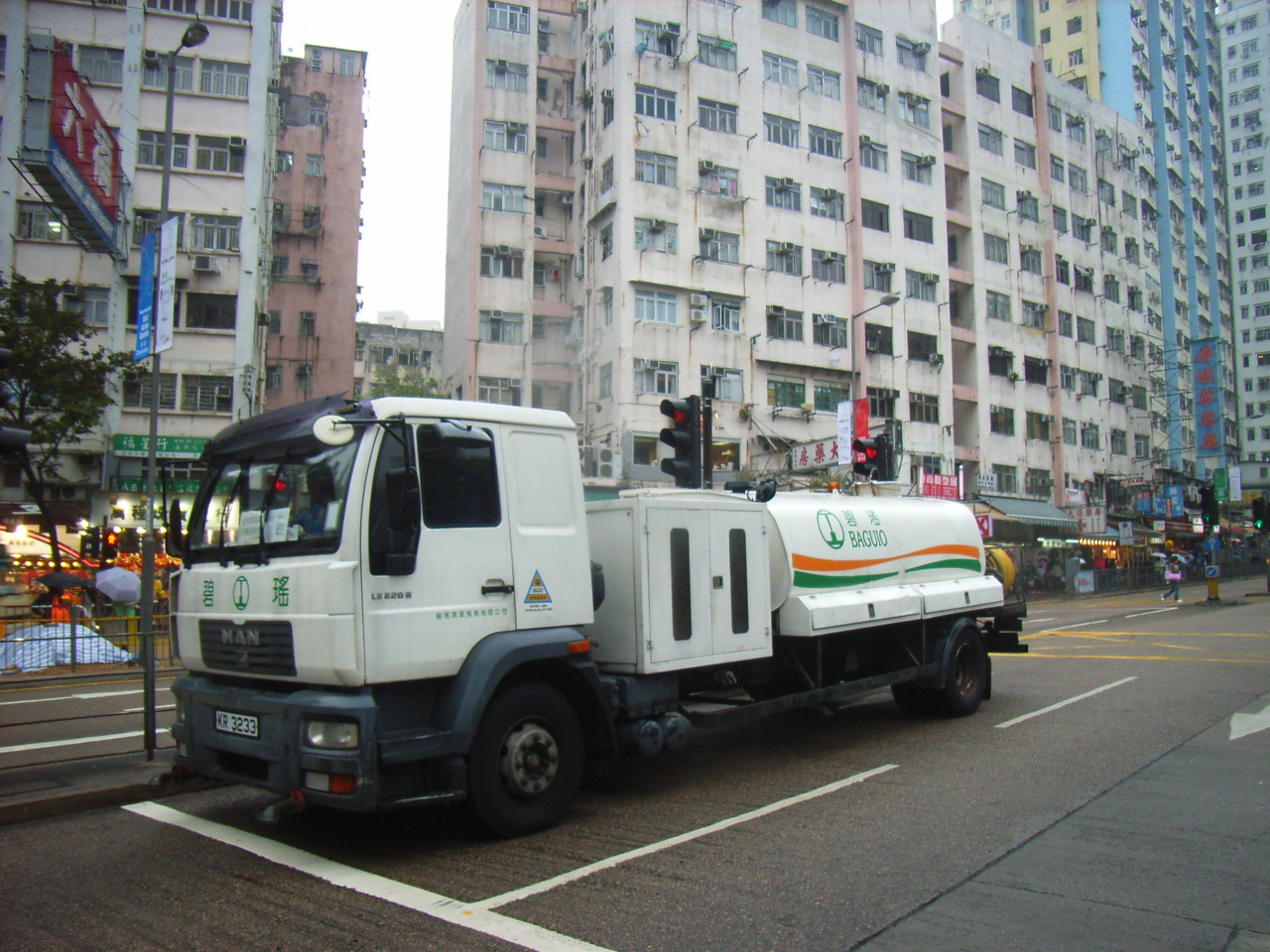
翻油前的建德大廈（2009年）

九屍十命滅門縱火案是1975年香港一宗縱火滅口事件，獨身男子張炳（44歳，包租人）與兩伙租客（郎舅關係） 激烈糾紛後不忿，於1975年3月8日凌晨在自己單位內縱火，兩戶共9名男女老幼（包括1孕婦及4名孩童）無一生還。

## 背景
獨身男子張炳（44歲）是觀塘協和街建德大樓8樓E座業主兼包租人，樓房是他母親用一生積蓄買下，後來母死，子承物業，他自住尾房，其餘兩房分租給兩戶人家。較早搬進一戶為劉谷友（37歲）、妻黎秀芳（34歲）、子祖平（6歲）、女婉萍（4歲）；另一伙是劉谷友入住後介紹，戶主黎浩然（32歲，黎秀芳的弟弟）、妻麥瑞冰（24歲）、長子展鵬（2歲半）、次子展洪（1歲半），麥瑞冰並懷有身孕，一家四口住中間房，黎氏母親劉蓮（69歲，即劉谷友岳母）則在廳上床位居住，兩戶郎舅關係。加上房東張炳，全屋10人居住。

## 糾紛
房東張炳性情怪僻且精神瘋癲，極難與人相處，坊眾都稱他為「傻佬」（但未曾證實他是精神病患者），同樓住客均避免跟他接觸，他的住所從前就出現過多次毆鬥傷人，甚至非禮婦女事件，租客更換從未止息。1975年2月10日（農曆除夕）晚，黎妻麥瑞冰向丈夫哭訴被張炳調戲，有人更故意「暴露」，屋內眾人隨即起哄，其後張炳被揍三次，兩呼救命，動手者為劉谷友，黎浩然則在傍勸止。從此，兩伙人家跟房東勢成水火。但往後一個月，據鄰居稱，上址卻平靜異常，未聞吵架。

## 慘劇
1975年3月8日凌晨1時45分，觀塘協和街建德大樓8樓E座有濃煙及火燄噴出並隨爆炸，居民爭相走避。消防人員6分鐘後到達撲救，發現單位鐵閘和木門被人從外雙雙反鎖，屋內火勢猛烈並夾雜刺鼻火油焚燒氣味，火警升為3級。凌晨3時左右將火撲滅，災場發現9具屍體，全燒成焦炭不能辨認，現場留有汽油及火水鐵罐，消防人員和警方深入調查，發現大門地下設有火種燒成半弧形，顯然是縱火者要分隔屋內各人走近大門逃脫，老婦劉蓮的屍體在廳中床上，據悉為第一個先被焚斃，4名小童屍體則在房中攬作一團，其剩4名死者堆在一起，當中有直挺挺的倚在牆角，即臨街的騎樓鐵籠，是屋內另一逃生點，但這裡前事已被人用木板厚厚釘封。9具屍體稍後證實為劉黎兩家，其中麥瑞冰懷有5個月身孕，至此9屍10命。

## 緝捕
慘劇發生後約8小時，即3月8日早上11時許，身穿睡衣的張炳突然現身於觀塘警署報案室，說自己的房子被人縱火燒掉，放火者為劉谷友。他口供稱：「昨晚12時我已上床睡覺，但被劉谷友夫婦爭吵聲弄醒，吵得十分厲害並發生打架，當我步出廳中時已擠滿了人，有人勸交，也有人煽風點火，數名小孩則在傍邊哭起來，我欲上前勸止卻被劉谷友推出屋外，未幾單位即發生火警，我跑到街上並立即致電報警。」警方不信張炳的版本，將他扣留調查。3月11日，警方蒐集的證據已告充份，將張炳落案起訴縱火及謀殺罪。他首次現身法庭時仍穿睡衣，神情頹喪雙手發抖，並在犯人檻內狂嚎，不時自言自語，兩度高呼「好驚」。法官懷疑被告可能有精神問題，命送往醫院檢驗。

## 審訊
此案再在高院正式開審時已是12月中旬，主控檢察官申述案時提出數點證明張炳與案有關：
1. 被告承認火警時他在場。
2. 災場單位大門被人從外反鎖。
3. 鄰居證人表示案發時單位內鴉雀無聲，並未如被告所說發生激烈爭吵。
4. 劉谷友親友案發當天曾探訪，證實騎樓鐵籠逃生處敞開，未有木板釘封。

不過更有力證據是被告在火警前曾將一包細軟（內有屋契、日記簿、鎖匙及少量金錢）交給老婦梁亞妹（被告親戚）保管，而包裹細軟的報紙正是案發前一天出版，可見他有計劃行事。此案無目擊證人，但有環境證據。

## 判刑及上訴
1975年12月23日審畢，法官結案陳詞指被告犯案動機難明，因憤怒而謀害10條人命，令人費解；真正的動機只有被告自己才知道。4男3女陪審團經退庭商議1小時15分後，一致裁定被告縱火謀殺罪成判處死刑。1976年3月，張炳提出上訴，要求推翻原判或減刑。同年3月25日，由3位大法官組成的合議庭開庭聆訊，結果駁回上訴，維持原判。1976年11月張炳改判終身監禁。2005年前後，牢獄30年的張炳假釋出獄。

## 外部連結
【網絡電台奇案節目】
- 東頭灣道99號 - 觀塘九屍十命滅門慘案
- 極度深寒 - 觀塘九屍十命滅門案（页面存档备份，存于）

【山寨探案實錄】
- 人間煉獄火燒兩家

【on.cc東網】
- 【九屍十命滅門奇冤】（页面存档备份，存于）